# Beleg van Haarlem (1274)
Het Beleg van Haarlem vond plaats in de zomermaanden van 1274. Deze belegering van de Nederlandse stad Haarlem ontstond na een opstand van Kennemerlanders, gesteund door Waterlanders en West-Friezen.
De conflicten die oplaaiden in de periode 1274-1275 kwamen voor het eerst tot uitbarsting in het sticht Utrecht, waar de bisschop het met zijn leenmannen aan de stok kreeg. Dit conflict waaide ook op Hollands gebied over, toen de bisschop van Utrecht besloot om de grondgebieden van zijn leenmannen aan de westkant van het sticht over te doen aan graaf Floris V van Holland, die vervolgens met dit probleem was opgezadeld. Gijsbrecht IV van Amstel had voordat dit bestand gesloten was de Kennemerlanders achter zich gekregen, doordat zij met te hoge belastingen zaten en met hun mislukte oogsten bleven zitten. Zij trokken gezamenlijk het Sticht in, maar ondervonden daar te veel tegenslag en trokken zich terug naar Haarlem, waar ze deze stad gingen belegeren.
Volgens overlevering moet dit beleg ruim zes weken geduurd hebben, totdat Jan Persijn van Velsen besloot tot een uitval. Deze schijnuitval had waarschijnlijk tot doel om de belegeraars weg te lokken. Persijn en zijn metgezellen staken diverse dorpen in brand in Kennemerland, waarna de belegeraars zich huiswaarts trokken en een poging deden om hun eigendommen te redden. Na deze gebeurtenissen besloot men tot een verzoening tussen de stad Haarlem en de Kennemerse bevolking waarin beide kampen meer privileges kregen, dit rond december 1274 en een keur in december 1275.

## Schilderij
In 1673 werd het 400 jaar eerder geleden beleg herdacht. Er werd toen ook een doek gemaakt door een onbekende schilder over de legende van Sint-Bavo die het Beleg van Haarlem in 1274 zou hebben verbroken met zijn verschijning. Het schilderij is niet helemaal waarheidsgetrouw vervaardigd omdat Haarlem nog geen stenen ommuring had. En de Sint Bavo-kathedraal op de achtergrond had nog niet de vorm die het op deze afbeelding heeft.